# Jill Freedman
Jill Freedman (* 19. Oktober 1939 in Pittsburgh, Pennsylvania U.S.; † 9. Oktober 2019 New York City, New York U.S.) war eine US-amerikanische Dokumentar- und Straßenfotografin.

## Leben
Freedman beendete 1961 ihr Soziologiestudium an der University of Pittsburgh. Nach dem Studium lebte und arbeitete sie in Israel, Paris und London, unter anderem als Sängerin. Ab 1964 lebte sie in New York City, wo sie zunächst als Werbetexterin tätig war. Über einen Freund kam sie erstmals mit der Fotografie in Berührung und brachte sich das Fotografieren autodidaktisch bei.

## Werk

### Stil und Themen
Ihre Arbeit konzentrierte sich auf soziale Themen, das Leben von Feuerwehrleuten, Polizisten, Zirkusleuten sowie auf Protestbewegungen und das urbane Leben in New York City. Sie war bekannt für ihre Nähe zu den fotografierten Menschen und ihre sozialkritische Perspektive. Jill Freedman war eine Fotografin, beeinflusst von W. Eugene Smith, André Kertész, Henri Cartier-Bresson und Dorothea Lange.

### Wichtige Projekte
Zu ihren bedeutendsten Arbeiten zählt die Serie Resurrection City (1968), in der sie das Protestcamp der Poor People's Campaign in Washington, D.C. dokumentierte. Weitere zentrale Werke sind Circus Days (1975), entstanden während ihrer Reise mit einem Zirkus, Firehouse (1977), für das sie zwei Jahre mit New Yorker Feuerwehrleuten verbrachte, und Street Cops (1982), eine intime Darstellung des Polizeialltags in New York.

## Auszeichnungen
- 1973      New York Magazine Photo Contest, First Prize
- 1973      National Endowment for the Arts, Photography Fellowship
- 1974      CAPS, New York State Council on the Arts, Photography Grant
- 1982      Rex Stewart – A.J.Muste Journalism Award: Street Cops
- 1982      Leica Medal of Excellence (First Recipient)
- 1983      National Endowment for the Arts, group photography grant: Lower Manhattan
- 1984      American Society of Magazine Photographers (ASMP), Award for Photographic Books
- 1994      Alicia Patterson Foundation, Fellowship; The Holocaust, 50 Years Later
- 2001      Royal Photographic Society, Honorary Fellowship[6]

## Ausstellungen

### Einzelausstellungen
- Jill Freedman: Pictures from New York, The Photographers' Gallery, London, March 1974.
- The Circus and Other Scenes, The Photographers' Gallery, London, June 1974.
- Jill Freedman, The Photographers' Gallery, London, June 1976.
- PhotoGraph Gallery, New York, January 1982.
- University Center Gallery, Drew University, Madison, New Jersey, May 1982.
- Street Cops: Jill Freedman, The Photographers' Gallery, London, September–October 1982.
- Jill Freedman Photographs, Museum of Contemporary Photography, Columbia College, Chicago, December 1984 – January 1985.
- Street Cops, Nikon Salon, Ginza, Tokyo, 1985.
- Jill Freedman: 60's to the present, Witkin Gallery, New York City, December 1996 – January 1997.
- Laughter and Love: A Romp through Ireland, M. J. Ellenbogen Photography, White Plains, NY, March 2006.
- Here and There, A.M. Richard Fine Art, Brooklyn, New York, April–May 2007. Paired with an exhibition, Photographs of 42nd Street, by Andrew Garn.
- Resurrection City 1968, Higher Pictures, New York City, April–May 2008.
- Street Cops 1978–1981, Higher Pictures, New York City, September–October 2011.
- Street Cops, The President's Gallery, John Jay College of Criminal Justice, CUNY, September–October 2012[citation needed]
- Circus Days 1971, Higher Pictures, New York City, January–March 2013.
- Long Stories Short, Steven Kasher Gallery, New York City, September–October 2015. For the most part, previously unpublished examples of Freedman's earlier work.
- Resurrection City, 1968, Steven Kasher Gallery, New York, 2017
- Street Cops 1978–1981, Daniel Cooney Fine Art, New York, September–October 2021.
- Firehouse: The Photography of Jill Freedman, New York City Fire Museum, 2022 – April 2023.[6]

### Gruppenausstellungen
- Circus: The real people, Neikrug Galleries, New York City, May 1972. With Charles Reynolds.
- Soho Photo, New York City, 1972. With Harvey Stein and Mike Levins.
- Rated X, Neikrug Galleries, New York City, June 1972.
- Third Eye Gallery, New York City, March 1976. Black and white photographs of New York; with Helen Buttfield, André Kertész, Ruth Orkin, and others.
- Street Kids, New York Historical Society, New York City, 1978. With Lewis W. Hine, Jacob Riis, Ben Shahn, Alfred Eisenstaedt, Bruce Davidson and Ken Heyman
- Manhattan Portraits, Federal Hall National Memorial, New York City, September 1984. With Laurence Fink, George Malave, Toby Old, Sy Rubin, Ed Fausty and Brian Rose.
- The Animal in Photography, 1843–1985, The Photographers' Gallery, London, June–September 1986.
- Mothers and Daughters, Burden Gallery, May 1987. With Bruce Davidson, Joel Meyerowitz, Niki Berg, Danny Lyon, Kathleen Kenyon and Rosalind Solomon.
- 2 Photographers – 5 Decades, PhotoGraphic Gallery, New York City, June–August 2006. With Arthur Lavine.
- Ireland, PhotoGraphic Gallery, New York City, January–February 2007. With Christy McNamara.
- Circus days, within Bêtes et hommes = Beasts and Men, Grande halle de la Villette, Paris, September 2007 – January 2008.
- Gertrude's/LOT, Pittsburgh Biennial, Andy Warhol Museum, Pittsburgh, December 2011 – January 2012.
- Seriously, Andrew Edlin Gallery, New York City, November 2016 – January 2017.[6]